# Гетто в Германовичах
Гетто в Герма́новичах (10 июля — 10 ноября 1941) — еврейское гетто, место принудительного переселения евреев деревни Германовичи Шарковщинского района Витебской области и близлежащих населённых пунктов в процессе преследования и уничтожения евреев во время оккупации территории Белоруссии войсками нацистской Германии в период Второй мировой войны.

## Оккупация Германовичей и создание гетто
"Акт о преступлениях немецко-фашистских захватчиков на территории Германовичского сельского совета: «В сентябре 1941 года по распоряжению Глубокского гебитскомиссара были согнаны в м. Шарковщину 60 еврейских семей, в общей численности 270 человек. которые после всяких мучений и издевательств в мае месяце 1942 года в числе других евреев на территории гетто были зверски истреблены»— 
До войны в Германовичах жило 50 еврейских семей — около 350 человек.
5 июля 1941 года немцы приказали евреям создать юденрат во главе с Ицхаком Альперовичем. Реализуя нацистскую программу уничтожения евреев, немцы создавали гетто почти во всех городах и населённых пунктах Беларуси, где проживало еврейское население. Так и в Германовичах 10 июля оккупанты организовали гетто, выделив для этого на краю деревни несколько самых плохих домов и согнав туда всех евреев. Местные полицаи помогали оккупантам выявлять евреев, потому что сами немцы не знали, кто из жителей еврей.
Часть евреев из Германовичей и Германовичского сельсовета отправили в Шарковщинское гетто:
Большинство оставшиеся в местечке евреев прятались, чтобы не попадаться на глаза оккупантам и коллаборационистам. Но раввин и часть евреев продолжали открыто ходить в синагогу. Их задерживали немцы, чтобы поиздеваться и сфотографировать. Этим евреям немцы с хохотом отрывали пейсы и бороды или жгли их зажигалками.

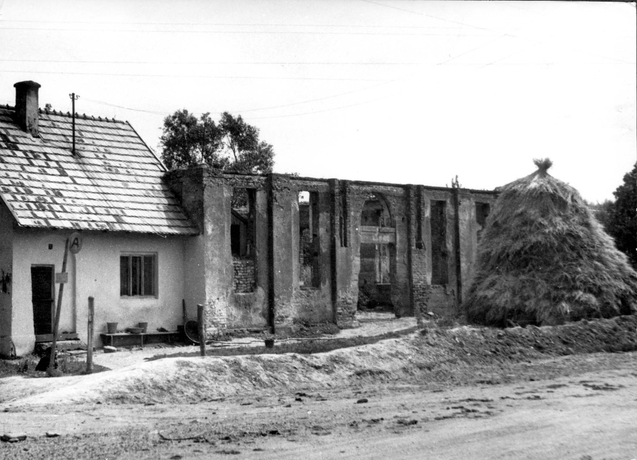
Разрушенная синагога в Германовичах

В первой половине августа 1941 года в Германовичах немецкий офицер приказал всем жителям местечка собраться на рынке и объявил, что в течение двух часов все евреи-мужчины, если хотят сохранить жизни своих жён и детей, разрушить до основания находящуюся рядом с рынком синагогу, а книги и предметы культа из синагоги сложить на рыночной площади и собственноручно поджечь. Спасая жизни родных, евреи выполнили приказ.
Очередная «акция» (таким эвфемизмом гитлеровцы называли организованные ими массовые убийства) произошла осенью 1941 года. Пьяные немецкие солдаты ради забавы разбили телефонным столбом дом еврейской семьи Руманишек. На следующий день те же немцы приехали на Лужецкую улицу и потребовали от евреев отдать им все шубы, тулупы и полушубки, а после ограбления избивали евреев-мужчин на глазах их жен и детей, умолявших садистов прекратить издевательства. В ответ на эти просьбы немцы заставили евреев ползать по улице на четвереньках и есть дорожную пыль, а сами в это время били их ногами и палками. Затем немцы приказали своим жертвам лечь под колеса прицепа, а шофер начал наезжать на них. Потом полуживых людей погрузили в прицеп, увезли в сторону Лужков и убили.

## Условия в гетто
Гетто в Германовичах не было огорожено.
Узников заставили жить в тесноте, по нескольку семей в комнате или в сарае, и использовали на принудительных работах.

## Уничтожение гетто
10 ноября 1941 года гетто в Германовичах было ликвидировано, а оставшихся евреев переправили в гетто Шарковщины.
В июле 1942 года гебитскомиссар издал приказ о переселении в Глубокское гетто оставшихся ещё в живых евреев из Германовичей, Друи, Миор, Шарковщины, Браслава и других 35 городов и местечек, уверяя, что отныне евреи не должны бояться, потому что их больше не будут убивать и гарантируют жизнь. Нацистская ложь сработала, и часть прятавшихся в округе евреев, погибая от голода, болезней и преследования, собрались в Глубокское гетто, где были убиты.
В списке убитых в Германовичах евреев, составленном в апреле 1945 года ЧГК, — 270 человек. Местный краевед Райченок Ада Эльевна за годы поисков составила более полный список жертв геноцида евреев в посёлке — 293 человека.

## Случаи спасения и «Праведники народов мира»
Эдля Мильнер во время уничтожения гетто убежала, была спасена семьёй Иванова Ефрема Савельевича, и впоследствии воевала в партизанах.
Якова Сосновика — последнего еврейского ребёнка, родившегося в Германовичах 11 августа 1941 года — спасла Мария Францевна Леванович (в девичестве Казачёнок), которая в 1996 году была удостоена почетного звания «Праведник народов мира» от израильского мемориального института «Яд Вашем» «в знак глубочайшей признательности за помощь, оказанную еврейскому народу в годы Второй мировой войны».

## Палачи и организаторы убийств
Полицай Вацек Рубникович лично застрелил 18-летнего Давида, сына калеки Зельды Резник, и 10-летнего мальчика, сына портного.
В первые послевоенные годы евреи находили тех, кто причинил зло их родным, и устраивали самосуд. Например, евреями был убит хуторянин, который убил 7-летнего мальчика, сбежавшего из толпы германовичских евреев, которых вели на расстрел, и попросившегося спрятать его.

## Память
Опубликованы неполные списки евреев, убитых нацистами и полицаями в Германовичском сельсовете.